# Adozione dell'euro in Danimarca
     Zona euro
     UE appartenenti agli AEC II
     UE appartenenti agli AEC II con deroga
     UE non appartenenti agli AEC II
     Non UE che usano bilateralmente l'euro
     Non UE che usano unilateralmente l'euro
Le monete euro danesi (Danske euromønter) sono state progettate ma non emesse.
La Danimarca è membro dell'Unione europea dal 1973, ma non ha ancora completato la terza fase dell'Unione Economica e Monetaria. Per questo motivo lo Stato continua ad usare la sua moneta storica, la corona danese. Spesso si è parlato di nuovi referendum inerenti all'accesso della Danimarca nella zona euro, tuttavia dopo gli sconvolgimenti economici nell'area euro in seguito alla crisi del debito sovrano europeo, l'idea di una probabile adozione della moneta unica si è fatta sempre più lontana.
Bisogna però notare che la Danimarca ha sottoscritto gli accordi europei di cambio dell'eurozona (AEC II), vincolando in questo modo il proprio tasso di cambio a quello dell'euro a 7,46038 corone con un margine di variazione del ±2,25%. Questa scelta non le permette tuttavia di influenzare direttamente la politica monetaria dell'area euro, non essendo presente alcuna rappresentanza danese all'interno del Sistema europeo delle banche centrali.

## Storia
Il 28 settembre 2000 ebbe luogo un referendum sull'adesione alla zona euro, bocciato con il 53,2% di voti. Il 22 novembre 2007, il governo danese, da poco rieletto, aveva dichiarato l'intenzione di indire entro il 2011 un nuovo referendum sull'abolizione delle quattro eccezioni danesi al Trattato di Maastricht, inclusa quella relativa all'euro.
In seguito, a causa della incertezza dovuta all'emergere della crisi economica il Governo danese decise di posticipare i referendum previsti per il 2011. Con l'insediamento del Governo nel settembre del 2011 fu deciso che il referendum sull'abolizione delle quattro clausole di opt-out non si sarebbe tenuto per i successivi quattro anni. Allo stesso tempo i sondaggi mostrarono un rapido declino nella percentuale di danesi favorevoli all'adozione dell'euro. Nonostante ciò, la Danimarca decise comunque nello stesso anno di partecipare al patto per l'Euro.
Non è chiaro se la Groenlandia e le Fær Øer adotteranno l'euro nel caso in cui la Danimarca scegliesse di farlo. Entrambe fanno parte del Regno di Danimarca, ma rimangono al di fuori dell'Unione europea. Le Isole Fær Øer utilizzano banconote danesi stampate con motivi feringi — la corona delle Fær Øer — e la Groenlandia progetta di introdurre un sistema simile. In base al sistema attuale, entrambi continuerebbero ad utilizzare valuta danese.

## Consenso pubblico
Il 28 settembre 2000 si svolse un referendum sull'adozione dell'euro: l'esito fu il rifiuto dell'entrata nell'eurozona, con un risultato di 46,8% favorevoli e 53,2% contrari.
Tra il 2007 e il 2009 furono effettuati sondaggi con cadenza mensile che evidenziarono come la maggioranza dei danesi fosse favorevole.
Dal 2011 si osservò un rapido declino dei favorevoli all'adozione dell'euro.
| Date                           | SÌ    | NO    | Indeciso | Numero di partecipanti               | Note          |
| ------------------------------ | ----- | ----- | -------- | ------------------------------------ | ------------- |
| 29 marzo - 30 aprile 2002      | 47%   | 33%   | 20%      | Sconosciuto                          | [ 8 ]         |
| Marzo 2007                     | 56%   | 39%   | 5%       | 910 persone                          | [ 9 ]         |
| Aprile 2007                    | 53%   | 40%   | 7%       | 910 persone                          | [ 9 ]         |
| Novembre 2007                  | 54%   | 42%   | 4%       | Sconosciuto                          | [ 10 ]        |
| 26 novembre 2007               | 52%   | 39%   | 9%       | 1016 persone                         | [ 10 ]        |
| Aprile 2008                    | 55%   | 38%   | 7%       | Intervista telefonica a 1009 persone | [ 11 ]        |
| 5-7 maggio 2008                | 54%   | 42%   | 4%       | Intervista telefonica a 1009 persone | [ 11 ] [ 12 ] |
| Metà giugno 2008               | 40%   | 48%   | 12%      | 1036 persone                         | [ 13 ]        |
| 29 settembre - 1º ottobre 2008 | 52%   | 44%   | 4%       | Intervista telefonica a 1050 persone | [ 14 ]        |
| 3-5 novembre 2008              | 54%   | 38%   | 8%       | 1098 persone                         | [ 15 ]        |
| Dicembre 2008                  | 54%   | 40%   | 6%       | > 1000 persone                       | [ 16 ]        |
| 5-7 gennaio 2009               | 56%   | 38%   | 4%       | 1307 persone                         | [ 16 ]        |
| 2-4 febbraio 2009              | 57%   | 39%   | 4%       | 1124 persone                         | [ 17 ]        |
| 11 febbraio 2009               | 42%   | 42%   | 16%      | Sconosciuto                          | [ 18 ]        |
| 2-4 marzo 2009                 | 52%   | 38%   | 10%      | 1085 persone                         | [ 19 ]        |
| 30 marzo - 1º aprile 2009      | 51%   | 42%   | 7%       | 1007 persone                         | [ 20 ]        |
| 27-19 aprile 2009              | 52%   | 40%   | 8%       | 1178 persone                         | [ 21 ]        |
| 13 maggio 2009                 | 43,7% | 45,2% | 11,1%    | Sconosciuto                          | [ 22 ]        |
| 25-27 maggio 2009              | 51%   | 42%   | 7%       | 951 persone                          | [ 23 ]        |
| Settembre 2009                 | 50%   | 43%   | 7%       | 951 persone                          | [ 24 ]        |
| Ottobre 2009                   | 50%   | 43%   | 7%       | 1081 persone                         | [ 25 ]        |
| 2-4 novembre 2009              | 54%   | 41%   | 5%       | 1158 persone                         | [ 26 ]        |
| 30 novembre – 2 dicembre 2009  | 50%   | 40%   | 10%      | 1001 persone                         | [ 27 ]        |
| 2 – 4 gennaio 2010             | 51%   | 42%   | 7%       | 1162 persone                         | [ 28 ]        |
| 1 – 3 febbraio 2010            | 49%   | 45%   | 6%       | 1241 persone                         | [ 29 ]        |
| 1 – 3 marzo 2010               | 48%   | 46%   | 6%       | 552 persone                          | [ 30 ]        |
| 12 – 14 aprile 2010            | 52%   | 41%   | 7%       | 988 persone                          | [ 31 ]        |
| 11 - 13 maggio 2010            | 45%   | 43,2% | 11,2%    | 1002 persone                         | [ 32 ]        |
| 31 maggio – 2 giugno 2010      | 45%   | 48%   | 7%       | 1079 persone                         | [ 33 ]        |
| 27 settembre 2010              | 45%   | 48,3% | 6,7%     | Sconosciuto                          | [ 34 ]        |
| 1º ottobre 2010                | 46%   | 48%   | 6%       | 1025 persone                         | [ 35 ]        |
| 1º novembre 2010               | 44%   | 49%   | 7%       | Sconosciuto                          | [ 35 ]        |
| 1º dicembre 2010               | 46%   | 48%   | 6%       | 1006 persone                         | [ 35 ]        |
| 1º gennaio 2011                | 43%   | 50%   | 7%       | 1336 persone                         | [ 35 ]        |
| 1º febbraio 2011               | 43%   | 48%   | 9%       | 1053 persone                         | [ 35 ]        |
| 1º marzo 2011                  | 47%   | 46%   | 7%       | 1060 persone                         | [ 35 ]        |
| 1º aprile 2011                 | 43%   | 50%   | 7%       | 1286 persone                         | [ 35 ]        |
| 1º maggio 2011                 | 44%   | 48%   | 8%       | 1133 persone                         | [ 35 ]        |
| 1º agosto 2011                 | 37%   | 54%   | 9%       | 1143 persone                         | [ 35 ]        |
| Settembre 2011                 | 22,5% | 50,6% | 28,1%    | Sconosciuto                          | [ 36 ]        |
| 11 ottobre 2011                | 29%   | 65%   | 6%       | 1239 persone                         | [ 37 ]        |
| 4–6 maggio 2012                | 26%   | 67%   | 7%       | 1092 persone                         | [ 38 ]        |
| 24–27 febbraio 2013            | 29%   | 64%   | 7%       | 1004 persone                         | [ 39 ]        |

## Faccia nazionale
Dopo il referendum del 2000, la Danmarks Nationalbank e la Den Kongelige Mønt proposero al Ministro dell'economia il design del futuro euro danese. Il design si basa su quello delle 10 e 20 corone danesi: la regina Margherita II di Danimarca per le monete dai 10 centesimi ai 2 euro, la corona sulle monete da 1, 2 e 5 centesimi.